# Macquarie Marshes
Macquarie Marshes är en sumpmark i Australien. Den ligger i delstaten New South Wales, i den sydöstra delen av landet, omkring 480 kilometer nordväst om delstatshuvudstaden Sydney.
Trakten runt Macquarie Marshes består till största delen av jordbruksmark. Trakten runt Macquarie Marshes är nära nog obefolkad, med mindre än två invånare per kvadratkilometer. Genomsnittlig årsnederbörd är 478 millimeter. Den regnigaste månaden är februari, med i genomsnitt 97 mm nederbörd, och den torraste är oktober, med 4 mm nederbörd.